# The Cowboy's Deliverance
The Cowboy's Deliverance est un film muet américain réalisé par Allan Dwan et sorti en 1911.

## Fiche technique
- Titre : The Cowboy's Deliverance
- Réalisation : Allan Dwan
- Genre : Western
- Production : American Film Manufacturing Company
- Distribution : Motion Picture Distributors and Sales Company
- Date de sortie :
  - États-Unis : 24 juillet 1911

## Distribution
- J. Warren Kerrigan : Jim Smiley
- Pauline Bush : Mrs. Brody
- George Periolat : Steve Brody